# Rhian Sugden
Rhian Marie Sugden (Gran Mánchester, 11 de septiembre de 1986), más conocida como Rhian Sugden, es una modelo de glamour y actriz británica. Ha modelado para diversas revistas de su país, inclusive siendo una de las populares Chicas de la página tres del famoso tabloide británico The Sun.